# Samoriàdovo
Samoriàdovo (en rus: Саморядово) és un poble de l'óblast de Kursk, a Rússia, segons el cens del 2010 tenia 309 habitants.